# Quận Marshall, West Virginia
Quận Marshall là một quận thuộc tiểu bang West Virginia, Hoa Kỳ. Theo điều tra dân số năm 2000 của Cục điều tra dân số Hoa Kỳ, quận có dân số người 2. Quận lỵ đóng ở 6

## Địa lý
Theo Cục điều tra dân số Hoa Kỳ, quận có tổng diện tích km2, trong đó có km2 là diện tích mặt nước.

## Thông tin nhân khẩu
Theo điều tra dân 2 năm 2000, quận đã có dân số 35.519 người, 14.207 hộ gia đình, và 10.101 gia đình sống trong quận hạt. Mật độ dân số là 116 người trên một dặm vuông (45/kmТВ). Có 15.814 đơn vị nhà ở mật độ trung bình là 52 trên một dặm vuông (20/kmТВ). Cơ cấu dân tộc của cư dân sinh sống ở quận này bao gồm 98,40% người da trắng, 0,43% da đen hay Mỹ gốc Phi, 0,11% người Mỹ bản xứ, 0,25% châu Á, Thái Bình Dương 0,03%, 0,12% từ các chủng tộc khác, và 0,67% từ hai hoặc nhiều chủng tộc. 0,64% dân số là người Hispanic hay Latino thuộc một chủng tộc nào.
Có 14.207 hộ, trong đó 29,50% có trẻ em dưới 18 tuổi sống chung với họ, 56,80% là đôi vợ chồng sống với nhau, 10,80% có nữ hộ và không có chồng, và 28,90% là không lập gia đình. 25,60% hộ gia đình đã được tạo ra từ các cá nhân và 12,90% có người sống một mình 65 tuổi hoặc cao tuổi hơn. Cỡ hộ trung bình là 2,44 và cỡ gia đình trung bình là 2,91.
Trong quận, dân số đã được trải ra với 22,80% dưới độ tuổi 18, 7,30% 18-24, 27,10% 25-44, 26,40% từ 45 đến 64, và 16,30% từ 65 tuổi trở lên đã được những người. Độ tuổi trung bình là 40 năm. Đối với mỗi 100 nữ có 94,80 nam giới. Đối với mỗi 100 nữ 18 tuổi trở lên, đã có 91,60 nam giới.
Thu nhập trung bình cho một hộ gia đình trong đã đạt mức USD 30.989, và thu nhập trung bình cho một gia đình là USD 39.053. Phái nam có thu nhập trung bình USD 31.821 so với 19.053 USD của phái nữ. Thu nhập bình quân đầu người là 16.472 USD. Có 12,40% gia đình và 16,60% dân số sống dưới mức nghèo khổ, bao gồm 24,30% những người dưới 18 tuổi và 11,30% của những người 65 tuổi hoặc hơn. 0% của những người dưới 18 tuổi và 11,30% của những người 65 tuổi hoặc hơn.